# Provinz Driouch

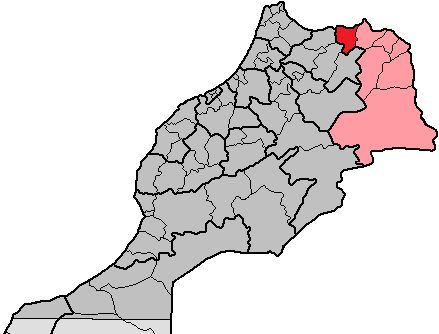
Provinz Driouch in der Region Oriental

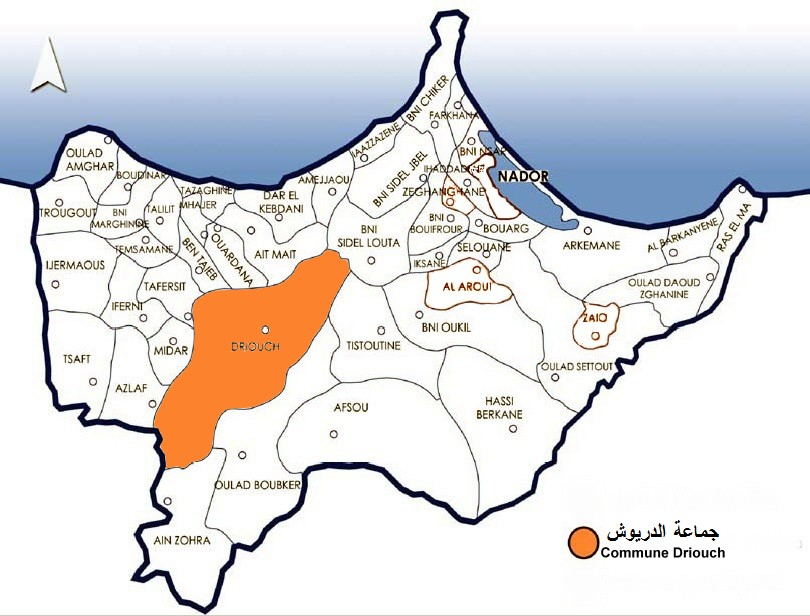
Lage der Großgemeinde Driouch und anderer westlich gelegener ländlicher Gemeinden (communes rurales) vor der Abtrennung von der Provinz Nador

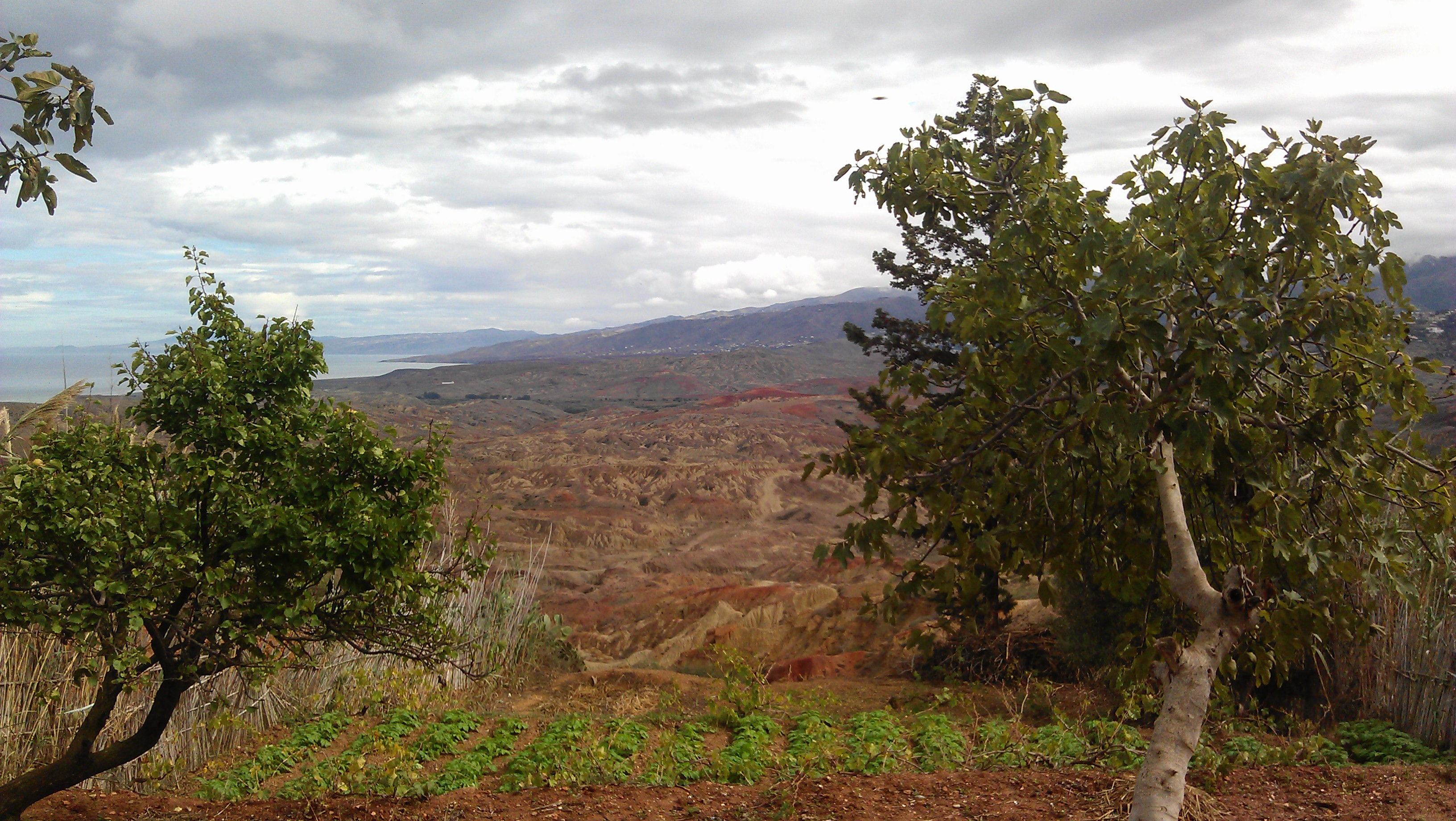
Blick von den Bergen der Gemeinde Temsamane entlang der Mittelmeerküste Richtung Cap des Trois Fourches (franz.) oder Cabo de Tres Forcas (span.)

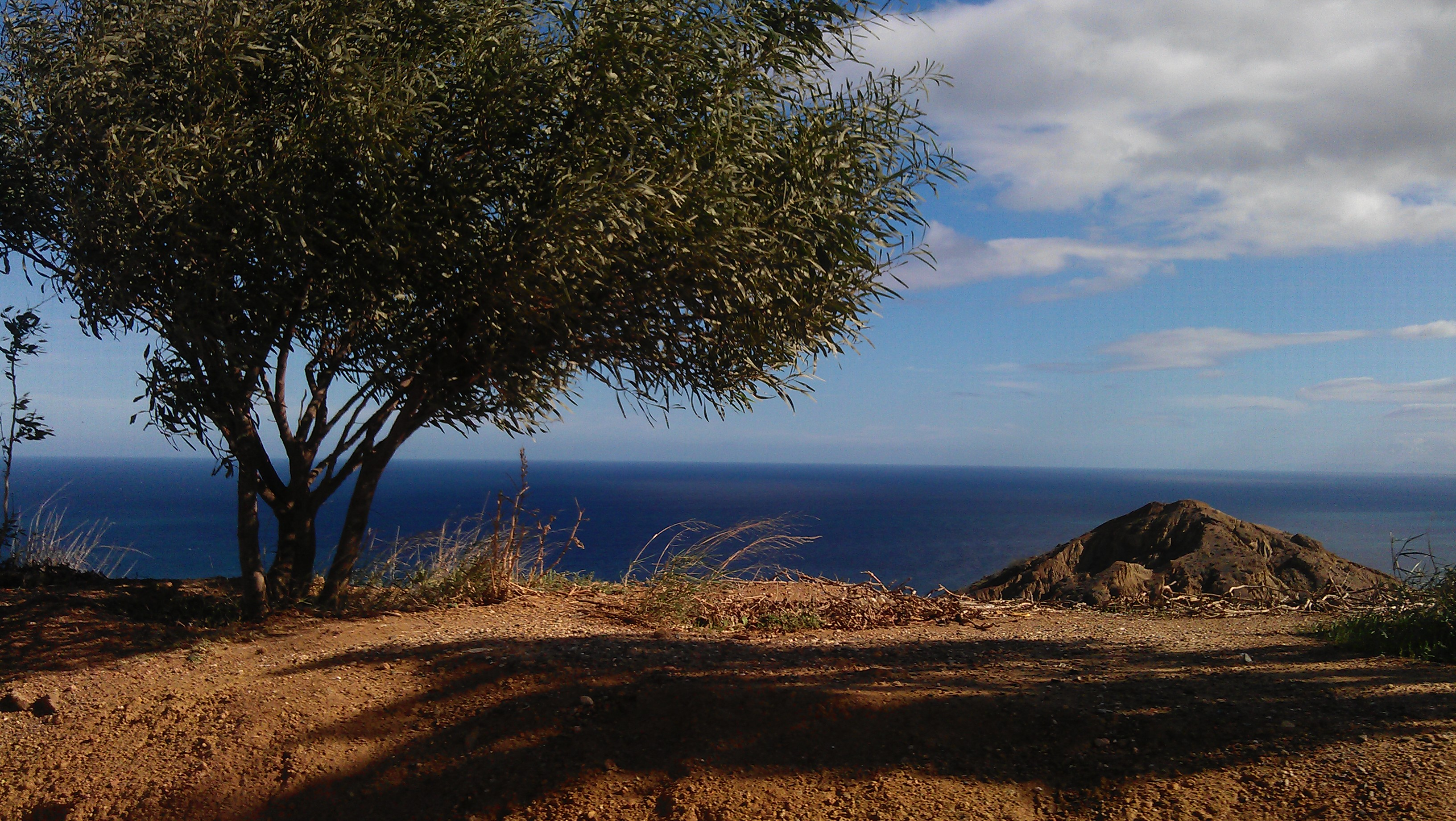
Blick von den Bergen der Gemeinde Temsamane aufs Mittelmeer

Die etwa 2800 km² große und etwa 230.000 Einwohner zählende marokkanische Provinz Driouch (arabisch إقليم  ,الدريوش, Tarifit ⵜⴰⵎⴷⵉⵏⵜ ⵏ ⴻⴷⴷⵔⵉⵡⴻⵛ) gehört zur Region Oriental und wird manchmal – nach den beiden größten Städten – auch Provinz Midar-Driouch genannt. Die Hauptstadt der Provinz ist die Stadt Driouch.

## Geographie

### Lage
Die Provinz Driouch grenzt im Norden ans Mittelmeer, im Osten an die Provinz Nador, im Südosten an die Provinz Guercif, im Südwesten an die Provinz Taza und im Westen an die Provinz Al Hoceïma.

### Landschaft
Die Provinz Driouch liegt in den östlichen Ausläufern des Rifgebirges – das Landschaftsprofil ist dementsprechend hügelig. Die höchsten Erhebungen befinden sich bei Midar und erreichen eine maximale Höhe von etwa 1500 m. Die beiden größten Städte liegen in Höhen von ca. 290 m (Driouch) bzw. 360 m (Midar).

### Klima
Das in den Wintermonaten (Oktober bis Februar) vergleichsweise regenreiche Rifgebirge wird nach Osten hin immer trockener – dennoch fällt hier deutlich mehr Niederschlag als im Süden und Osten Marokkos. Die Tagestemperaturen können im Sommer 40 °C und mehr erreichen; nachts fallen die Werte auf 20 bis 25 °C. Im Winter liegen die Tagestemperaturen bei etwa 15 bis 25 °C; nachts fällt das Thermometer auf Werte um 10 bis 15 °C.

## Bevölkerung
Ein Großteil der Bevölkerung (ca. 80 %) sind berberischer Abstammung; diese arbeiten überwiegend in der Landwirtschaft sowie als Tagelöhner, Kleinhändler etc. Die meisten arabisch-stämmigen Bewohner der Provinz sind Beamte, Verwaltungsangestellte, Großhändler, Ingenieure, Anwälte, Ärzte etc. Etwa die Hälfte der Bevölkerung lebt in den schnell wachsenden Städten, die andere Hälfte verteilt sich auf etwa 20 Landgemeinden (communes rurales), von denen einige bereits kleinstädtischen Charakter haben.

## Wirtschaft
Traditionell spielt die Landwirtschaft die primäre Rolle im Wirtschaftsleben der Provinz. Aufgrund des hügeligen Geländes sind die Anbauflächen meist klein und unwirtschaftlich. Früher stand die Selbstversorgung im Vordergrund; heute wird in erster Linie für die städtischen Märkte produziert. Fischfang und Tourismus spielen in der Provinz kaum eine Rolle. Langsam entwickeln die Städte eine wirtschaftliche Eigendynamik – hier konzentriert sich fast der gesamte Dienstleistungssektor (Verwaltung, Gesundheits- und Ausbildungswesen, Transportwesen etc.).

## Geschichte
Die Provinz Driouch entstand im Jahr 2009 durch Abtrennung von der Provinz Nador.

## Sehenswürdigkeiten
Historische oder kulturelle Sehenswürdigkeiten existieren in der Provinz nicht. Einige einsame Sand- oder Kiesbuchten an der Mittelmeerküste sind touristisch (noch) nicht erschlossen. Die Küstenregion eignet sich für Wanderungen.